# رازگاه
رازگاه، روستایی است از توابع بخش مرکزی شهرستان سردشت استان آذربایجان غربی ایران.

## جمعیت
این روستا در دهستان آلان قرار داشته و بر اساس سرشماری سال ۱۳۹۵ جمعیت آن ۱۷۳ نفر (۳۶ خانوار) بوده‌است.